# Michel Françaix
Michel Françaix (* 28. Mai 1943 in Paris) ist ein französischer Politiker der Parti socialiste.

## Politische Karriere
Françaix, von Beruf Kommunikationsberater, war von 1986 bis 1988 Regionalrat der Picardie. 1988 rückte er für Lionel Stoléru, der im Wahlkreis Oise V gewählt und Mitglied des Kabinetts Rocard II wurde, in die Nationalversammlung nach und gehörte ihr bis 1993 an. Zudem war er von 1988 bis 2001 Mitglied des Départementrats der Oise, 1988/89 stellvertretender Bürgermeister und danach bis 1995 Mitglied des Stadtrats von Chambly. Anschließend hatte er bis 2013 das Bürgermeisteramt der Kleinstadt inne. 
1997 wurde er im Wahlkreis Oise III erneut in die Nationalversammlung gewählt und gehörte ihr in der Folge über vier Legislaturperioden bis 2017 an.